# Superstars Series

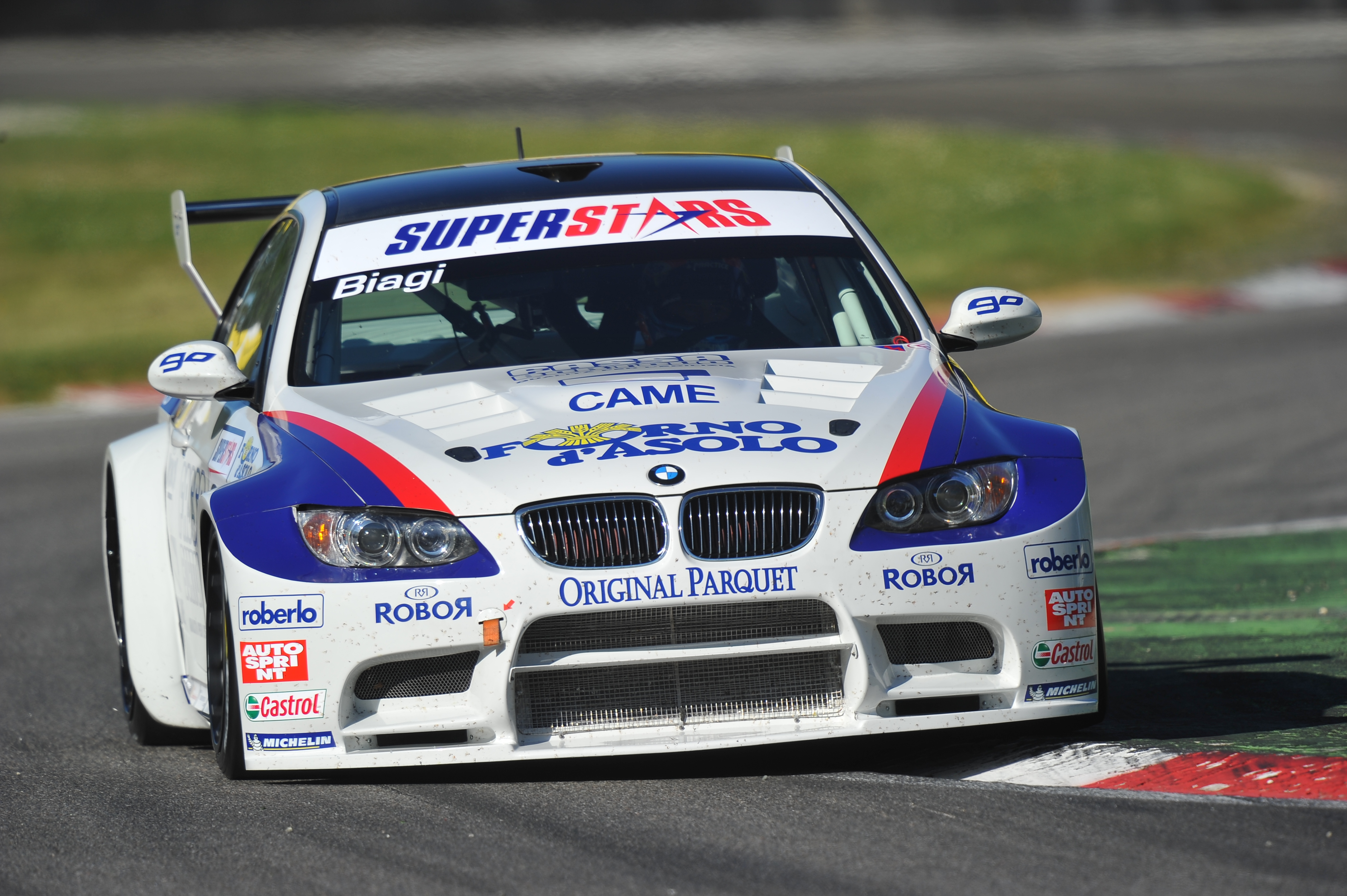
Thomas Biagi, doble campeón 2010 de la Superstars Series

La Superstars Series fue una competición de automovilismo de velocidad para turismos que se celebró desde 2004 hasta 2013. Estuvo organizada por FGSport y fiscalizada por el Automóvil Club de Italia (ACI) y la Comisión Deportiva Automovilística Italiana (CSAI).
A partir de 2007, el certamen se compone de dos campeonatos distintos: las International Superstars Series y el Campeonato Italiano Superstars. Dicho año, todas las fechas formaban parte del campeonato italiano. Desde 2008 algunas fechas han sido compartidas y algunas pertenecieron a uno de los campeonatos, excepto en 2012, cuando todas las fechas formaron parte del campeonato internacional.

## Automóviles
El campeonato está reservado a sedanes y cupés homologados para al menos cuatro plazas, equipados con motores de 3,8 a 7,0 litros de cilindrada.
Modelos actuales
- Audi RS4 (B7)
- Audi RS5 (B8)
- BMW 550i (E60)
- BMW M3 (E90 / E92)
- Cadillac CTS-V
- Chevrolet Lumina CR8
- Chrysler 300C SRT8
- Jaguar XFR
- Lexus IS-F
- Maserati Quattroporte
- Mercedes-Benz C63 AMG (W204)
- Porsche Panamera S

Modelos anteriores
- Audi RS6 (C5)
- BMW M5 (E39)
- Jaguar S-Type R
- Jaguar XF SV8

## Sistema de puntuación
| Posición | 1º | 2º | 3º | 4º | 5º | 6º | 7º | 8º | 9º | 10º | Pole | V.Rápida |
| Puntos   | 20 | 15 | 12 | 10 | 8  | 6  | 4  | 3  | 2  | 1   | 1    | 1        |
| -------- | -- | -- | -- | -- | -- | -- | -- | -- | -- | --- | ---- | -------- |

## Circuitos
| - Adria (2005-2009) - Franciacorta (2013) - Imola (2004-2006, 2009-2010, 2012-2013) - Magione (2005-2009) - Misano (2004-2009, 2011) - Monza (2004-2005, 2007-2013) - Mugello (2004-2006, 2008-2012) - Pergusa (2012) - Vallelunga (2004-2013) - Varano (2004-2006, 2008, 2010) | - Algarve (2009-2011, 2013) - Brno (2013) - Cheste (2008, 2011) - Donington Park (2011-2013) - Hockenheimring (2010) - Hungaroring (2012) - Nürburgring (2007) - Paul Ricard (2010) - Slovakia Ring (2013) - Spa-Francorchamps (2011-2012) - Kyalami (2009-2010) - Zolder (2013) |

## Pilotos destacados
| Piloto               | Títulos (internacionales / italianos) | Victorias |
| -------------------- | ------------------------------------- | --------- |
| Gianni Morbidelli    | 6 (2 / 4)                             | 29        |
| Max Pigoli           | 1 (0 / 1)                             | 9         |
| Andrea Bertolini     | 1 (1 / 0)                             | 7         |
| Stefano Gabellini    | 1 (1 / 0)                             | 7         |
| Thomas Biagi         | 2 (1 / 1)                             | 7         |
| Luigi Ferrara        | 0                                     | 5         |
| Simone Galluzzo      | 0                                     | 5         |
| Vitantonio Liuzzi    | 0                                     | 5         |
| Fabrizio Giovanardi  | 0                                     | 4         |
| Johan Kristoffersson | 2 (1 / 1)                             | 4         |
| Fabrizio Armetta     | 0                                     | 4         |
| Luca Rangoni         | 0                                     | 4         |

## Campeones
| Año  | International Superstars Series          | International Superstars Series | Campionato Italiano Superstars  | Campionato Italiano Superstars |
| Año  | Pilotos                                  | Escuderías                      | Pilotos                         | Escuderías                     |
| ---- | ---------------------------------------- | ------------------------------- | ------------------------------- | ------------------------------ |
| 2004 | -                                        | -                               | Francesco Ascani (BMW M5)       | CAAL Racing                    |
| 2005 | -                                        | -                               | Tobia Masini (Audi RS6)         | CAAL Racing                    |
| 2006 | -                                        | -                               | Max Pigoli (Jaguar S-Type)      | Audi Sport Italia              |
| 2007 | Giuliano Alessi (BMW 550i)               | CAAL Racing                     | Gianni Morbidelli (Audi RS4)    | -                              |
| 2008 | Stefano Gabellini (BMW 550i)             | CAAL Racing                     | Gianni Morbidelli (Audi RS4)    | -                              |
| 2009 | Gianni Morbidelli (BMW M3)               | -                               | Gianni Morbidelli (BMW M3)      | CAAL Racing                    |
| 2010 | Thomas Biagi (BMW M3)                    | Team BMW Italia                 | Thomas Biagi (BMW M3)           | -                              |
| 2011 | Andrea Bertolini (Maserati Quattroporte) | Swiss Team                      | Alberto Cerqui (BMW M3)         | -                              |
| 2012 | Johan Kristoffersson (Audi RS5)          | Team BMW Dinamic                | Johan Kristoffersson (Audi RS5) | -                              |
| 2013 | Gianni Morbidelli (Audi RS5)             | Romeo Ferraris                  | Gianni Morbidelli (Audi RS5)    | -                              |